# Agriocnemis pieli
Agriocnemis pieli – gatunek ważki z rodziny łątkowatych (Coenagrionidae).